# Ermengarda di Zutphen
Ermengarda di Zutphen in francese: Ermengarde de Zutphen (... – dopo il 1136) fu contessa di Zutphen, dal 1120 circa fino alla sua morte, contessa consorte di Gheldria, dal 1129 circa al 1131 circa e contessa consorte di Lussemburgo dal 1133 circa al 1136.

## Origine
Ermengarda, secondo la Historia sive notitia episcopatus Daventriensis, era figlia del conte di Zutphen, Ottone II e della moglie Giuditta d'Arnstein (domini Ottonis comitis patris sui et matris suæ Judithæ), figlia del conte Ludovico d'Arnstein.
Ottone II, sempre secondo la Historia sive notitia episcopatus Daventriensis, era figlio del conte di Twente, Godescalco e dealla moglie Adelaide contessa di Zutphen (Comiti Godescalco et uxori suæ Adelhaidæ et eorum filiis Gebehardo et Ottoni)

## Biografia
Ermengarda fu data in moglie all'erede della contea di Gheldria, Gerardo detto il Lungo, che, come attesta il documento n° 274, del 1112, era il figlio maschio del conte di Gheldria, Gerardo di Wassenberg (Comes Gerhardus et filius eius Gerhardus) e di Clemenza d'Aquitania, che, sia secondo Le cartulaire de Marcigny-sur-Loire 1045-1144 (non consultato), sia secondo La comtesse Reine di Ad. Fabri era discendente dai conti di Poitiers e duchi 'Aquitania, figlia di Pierre-Guillaume VII, duca d'Aquitania e conte di Poitiers e della moglie, che, secondo il Chronicon sancti Maxentii Pictavensis, Chroniques des Eglises d'Anjou, era Ermesinda, di cui non si conoscono gli ascendenti (secondo lo storico francese), specializzato nella genealogia dei personaggi dell'Antichità e dell'Alto Medioevo, Christian Settipani era la figlia di Bernardo II, Conte de Bigorre e della sua prima moglie, Clémence). Il matrimonio di Ermengarda è confermato anche da La formation territoriale des principautés belges au moyen-âge (Brussels), Vol. II.
Tra il 1120 ed il 1122, Ermengarda divenne contessa di Zutphen, essendo i suoi tre fratelli morti senza discendenza.
Ermengarda, nel 1129 circa divenne contessa di Gheldria. Non si conosce la data esatta della morte del suocero, Gerardo di Wassenberg, per cui, il conte Gerardo (Gerhardus comes de Gelre), sempre come testimone dell'arcivescovo Federico, citato nel documento n° 307 del Urkundenbuch für die Geschichte des Niederrheins, Band I potrebbe essere sia il marito che il suocero. 
Suo marito, Gerardo II di Gheldria, morì dopo tale data e secondo il Ooorkondenboek der graafschappens Gelre en Zutfen, Eerste gedeelte (non consultato) riporta la morte il 24 ottobre 1131; gli storici hanno sollevato il dubbio che quella data potesse riferirsi al padre, anche lui Gerardo (Gerardo di Wassenberg). Ancora La formation territoriale des principautés belges au moyen-âge (Brussels), Vol. II ci informa che Ermengarda rimase vedova di Gerardo nel 1131. Comunque Gerardo, nel 1134 era già morto, come ci viene confermato dalla Historia sive notitia episcopatus Daventriensis, che ci informa di una donazione fatta dalla sua vedova, Ermengarda (Domina Ermengardis comitissa), in suffragio alla sua anima (pro salute animae mariti sui Gerardi).
A Gerardo II succedette il figlio Enrico, come Enrico I, come ci viene confermato dal Kronijk van Arent toe Bocop.
Dopo essere rimasta vedova, Ermengarda, prima del 1134, si sposò, in seconde nozze, con il conte di Lussemburgo, Corrado II, come ci viene confermato da un documento, datato 1134, della Historia sive notitia episcopatus Daventriensis (cum marito suo Cunrado comite de Lucelenburg); Corrado II di Lussemburgo, secondo la Chronica Albrici Monachi Trium Fontium, era figlio del conte di Lussemburgo e difensore del monastero di San Willibrod di Echternach, Guglielmo I e di Matilde (o Liutgarda) di Nordheim, che, secondo Annalista Saxo era figlia di Conone di Nordheim, conte di Beichlingen e di Cunegonda, figlia di Ottone conte di Orlamünde. Anche il secondo matrimonio di Ermengarda è confermato anche da La formation territoriale des principautés belges au moyen-âge (Brussels), Vol. II.
Ermengarda rimase vedova una seconda volta, nel 1136; La formation territoriale des principautés belges au moyen-âge (Brussels), Vol. II ci informa che Ermengarda rimase vedova di Corrado nel 1136.
La data esatta della morte di Ermengarda non ci è nota, ma fu non molto tempo dopo il secondo marito.

## Figli
Ermengarda a Gerardo II diede due figli:
- Enrico (1117 - † 1182), conte di Gheldria e conte di Zutphen[12];
- Salomè ( † prima del 1194), citata negli Annales Stadenses, come sorella di Enrico[16], sposata a Enrico I, conte di Wildeshausen, come ci viene confermato dal documento n° 25 del Oldenburgisches Urkundenbuch (1926), Band II[17].

Ermengarda a Corrado II, secondo le Europäische Stammtafeln, vol II cap. 1 (non consultate) diede un figlio:
- Ottone  (ca. 1135 † dopo il 1162), conte di Gleiberg[19][20]

### Fonti primarie
- (LA)  Chronicon Santi Maxentii Pictavinis, Chroniques des Eglises d´Anjou.
- (LA)  Oldenburgisches Urkundenbuch (1926), Band II
- (LA)  Monumenta Germaniae Historica, tomus VI.
- (LA)  Opera diplomatica et historica, tomus primus.
- (LA)  Monumenta Germaniae Historica, tomus XVI.
- (LA)  Monumenta Germaniae Historica, tomus XXIII.
- (LA)  #ES Historia sive notitia Episcopatus Daventriensis.
- (LA)  Urkundenbuch für die Geschichte des Niederrheins, Band I.
- (LA)  Kronijk van Arent toe Bocop.

### Letteratura storiografica
- (FR)  Histoire généalogique de la maison royale de Dreux (Paris), Luxembourg.
- (FR)  Fabri ´La comtesse Reine´.